# Сугаровское
Сугаровское (укр. Сугарівське; до 2016 г. Жо́втень) — село, Сахновщинский поселковый совет, Сахновщинский район, Харьковская область, Украина.
Код КОАТУУ — 6324855102. Население по переписи 2001 года составляет 743 (349/394 м/ж) человека.

## Географическое положение
Село Сугаровское находится между реками Вшивая и Сугарь.
Село состоит из двух частей, разнесённых на 1,5 км.
На расстоянии в 1,5 км расположен пгт Сахновщина.
Рядом проходят автомобильная дорога Т-2109 и
железная дорога, ближайшая станция Платформа 136 км в 3-х км.

## Происхождение названия
Село названо по реке Сугарь, протекающей поблизости.

## История
- 1890 — дата основания.

## Экономика
- Молочно-товарная и свинотоварная фермы.
- «20 лет Октября», ОАО.

## Достопримечательности
- Братская могила советских воинов. Похоронено 27 воинов.